# Oun Kham
Oun Kham (tiếng Lào: ອຸ້ນຄຳ; 5 tháng 6 năm 1811 - 15 tháng 12 năm 1895) vương hiệu đầy đủ Samdach Brhat Chao Maha Sri Vitha Lan Xang Hom Khao Luang Prabang Parama Sidha Khattiya Suriya Varman Brhat Maha Sri Mahindra Deva Dipakara, là vua của Vương quốc Luang Phrabang, trị vì từ 1/10/1871 đến 7/6/1887, và từ 1889 đến khi mất 15/12/1895.. Những năm cuối triều đại của ông kết thúc với việc xác lập sự bảo hộ của Pháp đối với vương quốc và với nước Lào.
Oun Kham là con trai thứ tư của Vua Manthaturath. Năm 1851 ông được vua Siam công nhận là Upparaja (tức là Thái tử). Năm 1868 ông đã kế vị anh trai là Chantha-Kuman (Chantharath), nhưng đến năm 1872 ông mới được công nhận bởi bá chủ, là vua Siam Chulalongkorn. Hoàng gia Siam tăng cường nắm giữ vương quốc bằng cách đặt ở Luang Prabang hai "Kha-luang", tức ủy viên thường trực có lính đồn trú hỗ trợ để kiểm soát nhà vua.
Lúc đó phó lãnh sự Pháp Auguste Pavie tiếp xúc, vận động cho sự bảo hộ của Pháp đối với vương quốc, tránh khỏi tham vọng của Siam và Việt Nam. Người Siam lo ngại, và đầu năm 1887 mở cuộc càn quét xứ chư hầu Lão Qua. Tướng Siam là Chamun Waiworanat kéo quân chiếm kinh đô Luang Prabang, đánh lên Sầm Nưa và vùng Sipsong Chuthai bên Việt Nam, bắt cả mấy người con của lãnh chúa Cầm Sinh làm con tin và rút quân.
Tháng 7 năm 1887 Cầm Sinh phái con là Đèo Văn Trị chỉ huy 600 quân bản bộ và Quân Cờ đen đánh đáp trả, chiếm Luang Prabang vào ngày 10 tháng 7. Đoàn quân cướp bóc và tàn sát dân chúng chưa bỏ trốn, kể cả Phó vương Souvanna Phouma, khiến các Kha-luang Siam cùng đạo quân đồn trú chạy trốn. Vua Oun Kham và Auguste Pavie, lúc bấy giờ đang cùng phái đoàn đi thám hiểm vùng Thượng Lào cũng phải bỏ chạy, xuôi sông Mekong về đến Pak Lay, một bản bên bờ sông Mekong ở tỉnh Xayabury. Sự việc này là động lực trực tiếp khiến nhà vua chính thức yêu cầu Pavie về việc Pháp bảo hộ cho vương quốc.
Oun Kham lưu vong ở Siam, sau đó trở về. Tháng 4 năm 1888, nhà vua Siam sắc phong thái tử kế vị cho con trai cả của ông là Zakarine, và năm 1889 phong Phó vương mới là Bounkhong.
Tháng 4 năm 1893 xung đột Pháp-Xiêm nổ ra, mau chóng kết thúc với Hiệp ước Pháp-Xiêm 1893.
Từ năm đó sự bảo hộ của Pháp với vương quốc Luang Prabang chính thức có hiệu lực. Cũng năm đó Lào gia nhập Liên bang Đông Dương thuộc Pháp .